# Костур
Костур (валенс. Costur, ісп. Costur) — муніципалітет в Іспанії, у складі автономної спільноти Валенсія, у провінції Кастельйон. Населення — 588 осіб (2010).

## Географія
Муніципалітет розташований на відстані близько 300 км на схід від Мадрида, 18 км на північний захід від міста Кастельйон-де-ла-Плана.
На території муніципалітету розташовані такі населені пункти: (дані про населення за 2010 рік)
- Костур: 562 особи
- Масдаваль: 26 осіб

## Демографія
Динаміка населення (INE ):

## Галерея зображень

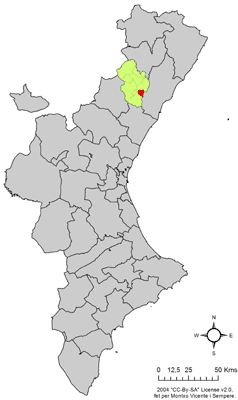
Розташування муніципалітету Костур у автономній спільноті Валенсія
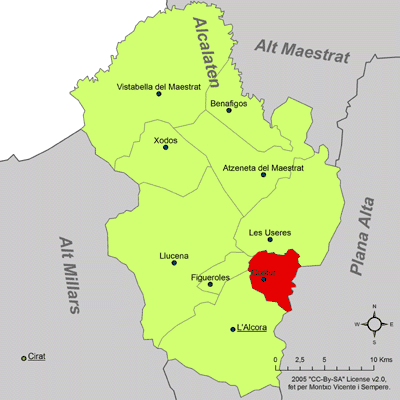
Розташування муніципалітету Костур у комарці Алькалатен